# Macedonië op het Eurovisiesongfestival 2005
Macedonië nam deel aan het Eurovisiesongfestival 2005 in Kiev, Oekraïne. Het was de 5de deelname van het land op het Eurovisiesongfestival. De selectie verliep via het jaarlijkse Skopje Fest, waarvan de finale plaatsvond op 19 februari 2005. MRT was verantwoordelijk voor de Macedonische bijdrage voor de editie van 2005.

## Selectieprocedure
Om de kandidaat te selecteren voor het festival, koos men ervoor om een nationale finale te organiseren, Skopje fest.
Deze vond plaats op 19 februari 2005 in Skopje en er deden 2 artiesten mee aan deze finale.
In een eerste fase in de finale moest elke kandidaat 4 liedjes zingen waarvan het beste per artiest doorging.
In de tweede fase namen deze 2 liedjes het tegen elkaar op en werd de winnaar bepaald door televoting en een jury.

| Volgorde | Lied             | Artiest           | Punten | Plaats |
| -------- | ---------------- | ----------------- | ------ | ------ |
| 1        | Sonce i Mesecina | Aleksandra Pileva | 14     | 2de    |
| 2        | Ti Si Son        | Martin Vucic      | 24     | 1ste   |

## In Kiev
In Oekraïne moest Macedonië optreden als 17de in de halve finale, net na Finland en voor Andorra.
Op het einde van de avond bleek dat ze op een 9de plaats waren geëindigd, met 97 punten. Dit was genoeg om de finale te bereiken.
Men ontving 2 keer het maximum van de punten.
België en Nederland gaven respectievelijk 0 en 3 punten aan deze inzending.
In de finale moesten ze optreden als 15de net na Zweden en voor Oekraïne.
Op het einde van de puntentelling bleken ze op een 17de plaats te zijn geëindigd met 52 punten.
België en Nederland gaven geen punten aan deze inzending.

### Gekregen punten

#### Halve Finale
| 12 punten           | 10 punten                                                            | 8 punten                 | 7 punten    | 6 punten |
| ------------------- | -------------------------------------------------------------------- | ------------------------ | ----------- | -------- |
| - Albanië - Kroatië | - Bosnië en Herzegovina - Bulgarije - Servië en Montenegro - Turkije | - Slovenië - Zwitserland |             |          |
| 5 punten            | 4 punten                                                             | 3 punten                 | 2 punten    | 1 punt   |
|                     | - Oostenrijk - Roemenië                                              | - Monaco - Nederland     | - Duitsland | - Zweden |

#### Finale
| 12 punten            | 10 punten | 8 punten  | 7 punten                                                   | 6 punten |
| -------------------- | --------- | --------- | ---------------------------------------------------------- | -------- |
|                      | - Albanië | - Kroatië | - Bosnië en Herzegovina - Bulgarije - Servië en Montenegro |          |
| 5 punten             | 4 punten  | 3 punten  | 2 punten                                                   | 1 punt   |
| - Slovenië - Turkije |           |           | - Zwitserland                                              | - Monaco |

### Punten gegeven door Macedonië

#### Halve Finale
Punten gegeven in de halve finale:
| 12 punten | Kroatië     |
| 10 punten | Moldavië    |
| 8 punten  | Bulgarije   |
| 7 punten  | Slovenië    |
| 6 punten  | Wit-Rusland |
| 5 punten  | Roemenië    |
| 4 punten  | Hongarije   |
| 3 punten  | Zwitserland |
| 2 punten  | Noorwegen   |
| 1 punt    | Israël      |

#### Finale
Punten gegeven in de finale:
| 12 punten | Albanië               |
| 10 punten | Servië en Montenegro  |
| 8 punten  | Kroatië               |
| 7 punten  | Griekenland           |
| 6 punten  | Zweden                |
| 5 punten  | Moldavië              |
| 4 punten  | Turkije               |
| 3 punten  | Bosnië en Herzegovina |
| 2 punten  | Roemenië              |
| 1 punt    | Hongarije             |